# متاحف مكناسة
متاحف Mequinenza هي ثلاثة متاحف تقع في Mequinenza (سرقسطة).
وهي مكونة من متحف التعدين (أحد متاحف التعدين النادرة الموجودة داخل معرض حقيقي تم ترميمه لأكثر من 1000 متر بالطبع يمكنك من خلاله رؤية الفحم الحقيقي)، ومتحف تاريخ ميكينينزا ومتحف ما قبل التاريخ الماضي، هدفهم هو إظهار التراث المنجمي والتاريخي للمنطقة،وخاصةً تلك التابعة لقرية ميكينينزا القديمة، التي اختفت في نهر إيبرو بعد بناء سد ريباروجا. يقع موقعها في مجموعة مدارس ماريا كوينتانا التي بُنيت عام 1927، حيث كانت توجد مدارس البلدة القديمة.

## المتاحف
- متحف التعدين: إنه يوفر طريقًا في معرض تعدين حقيقي يمكن من خلاله التعرف على عمل عمال المناجم في حوض الفحم في ميكينينزا خلال الـ 150 عامًا الماضية. يمكن للمرء أن يرى مجموعة متنوعة من الآلات الحقيقية التي نشأت من عمليات التعدين المختلفة في المنطقة.
- متحف تاريخ ميكينينزا: يقدم رحلة عبر تاريخ المدينة وصلتها بالأنهار الثلاثة (إيبرو، سيجري، سينكا)، بالإضافة إلى الأهمية الإستراتيجية للمنطقة وقلعتها. ويخصص جزء منه إلى الهجر ونقل من البلدة القديمة إلى الجديدة ميكينينثا بعد بناء السد Ribarroja، والمساحة المخصصة للتراث الأدبي والتصوير الفوتوغرافي والتصويرية للكاتب خيسوس مونكادا.
- متحف ما قبل التاريخ: ورشة عمل فضائية تحكي عن عمليات الاستجمام المتعددة للمواقع الأثرية الموجودة في ميكينينزا، بالإضافة إلى أمثلة مختلفة لفن ما قبل التاريخ لقوس البحر الأبيض المتوسط لشبه الجزيرة الأيبيرية.

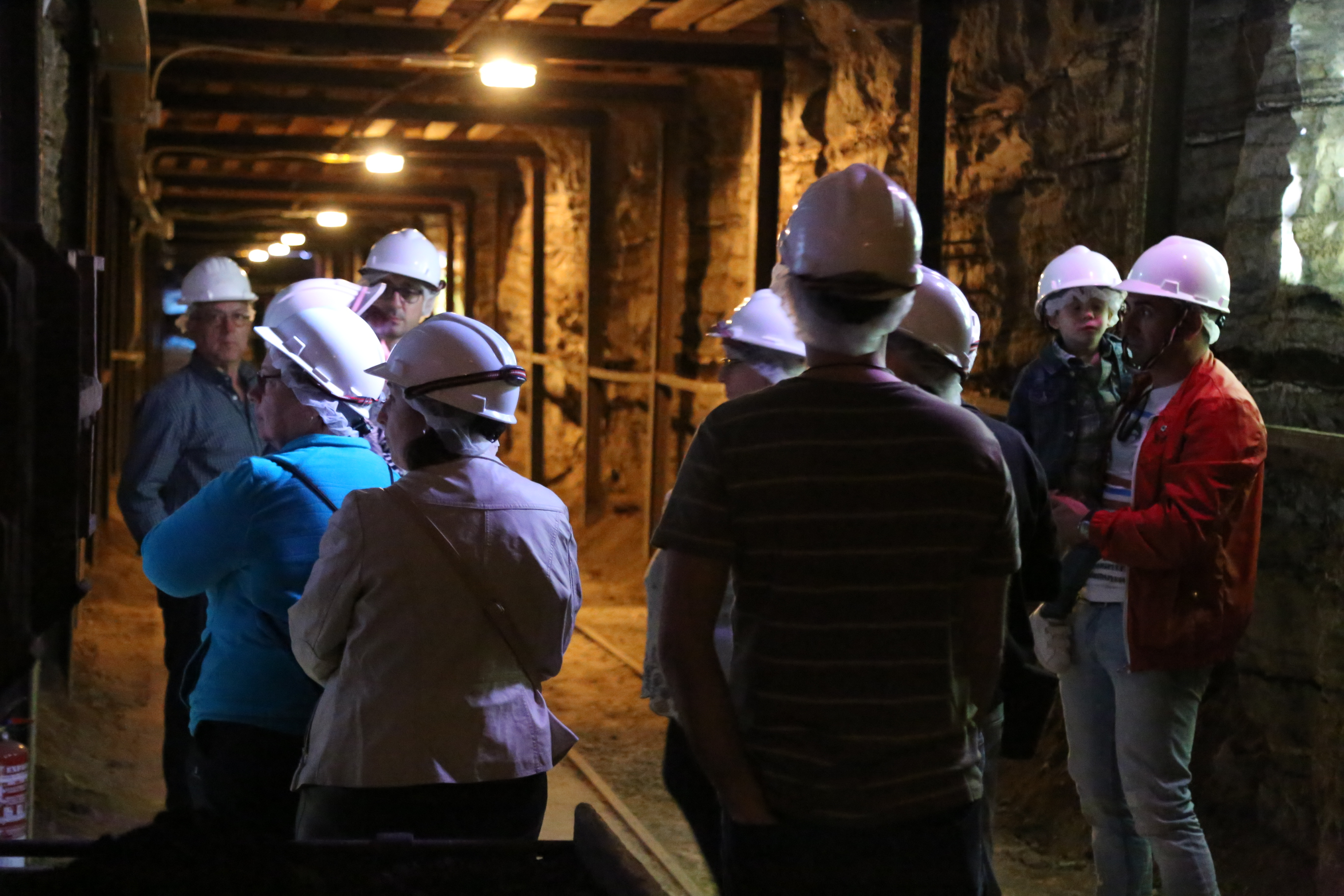
متحف منجم ميكينينزا.

## أعمال بناء
تم بناء المبنى بفضل الزخم من شخصيات مختلفة مثل المعلمة ماريا كوينتانا، المولودة في ميكينينزا وأصبحت مفتشة للتعليم الابتدائي في مدريد، والمعلم ماكسيمال كاجال، والصحفي ماريانو دي كافيا، وجزئيًا عن طريق الاشتراك الشعبي من سكان البلدة.
تمت كتابة المشروع بواسطة Jorge Gallegos في أكتوبر 1923 ، على الرغم من أن بعض المصادر الببليوغرافية تنسب هذا المشروع مباشرة إلى المهندس الرئيسي للوحدة الفنية أنطونيو فلورز. جاء كلاهما يعملان في اليوم الذي تم فيه افتتاح المبنى لاستلامه وتسليمه إلى مجلس مدينة ميكينينزا.
كلف توجيه الأعمال المهندس المعماري في المدرسة الإقليمية ريجينو بوروبيو، وافتتح باحتفالات كبيرة في يوم4 avril 19274 أبريل 1927 وبشكل نهائي في أكتوبر من عام 1928. تلقت مجموعة المدرسة اسم ماريا كوينتانا، التي نصب لها تمثال برونزي لخوسيه بوينو.
إنه عمليا المبنى الوحيد في قرية ميكوينينزا القديمة الذي نجا من عمليات الهدم التي أعقبت بناء سد ريباروجا.

## هندسة معمارية
يحتوي المبنى الذي يضم متحف تاريخ ميكينينزا على علامة E. المبنى من الحجر الحر، مع سقف منحدر من قرميد القناة ومظلة خشبية تتناسب مع طراز قصور عصر النهضة في أراغون. نوافذها الكبيرة متعامدة باستثناء العديد منها في الشقة العلوية التي اكتملت بقوس نصف دائري. من خلال مظهره الخارجي، فإنه يشبه التيارات الإقليمية للهندسة المعمارية في الثلث الأول من القرن العشرين.

## الاعترافات
حصلت متاحف ميكينينزا على جائزة جوسيب غالان في عام 2017 الممنوحة من قبل معهد ديستوديس دو بايكس سينكا (IEBC) من أجل «بعض المنشآت الرائعة التي تحافظ على ذاكرة سكان ميكينينزا وباجو سينكا».

## أنظر أيضا
- ميكينينزا

## روابط خارجية
- موقع متاحف ميكينينزا نسخة محفوظة 4 أكتوبر 2017 على موقع واي باك مشين.
- متحف المناجم في متاحف ميكينينزا
- متحف التاريخ في متاحف ميكينينزا
- متحف ماضي ما قبل التاريخ في متاحف ميكينينزا
- قرية ميكينينزا القديمة في متاحف ميكينينزا